# The Peachy Cobbler
The Peachy Cobbler («Замечательный Сапожник») — короткометражный Мультфильм-сказка, выпущенный в 1950 году компанией Metro-Goldwyn-Mayer по мотивам немецкой народной сказки, собранной братьями Гримм. 

## Сюжет
Давным-давно жил-был старый бедный сапожник со своей женой. Бедняге приходилось чинить столько обуви, что он перетрудился и сильно заболел. А из еды в доме осталась лишь одна корочка хлеба. И только он собрался съесть хлеб, как выглянул в окно и увидел семь маленьких голодных снегирей. Он был такой добрый, что отдал свой последний кусок хлеба этим птичкам. Но птички на самом деле были эльфами-сапожниками, они оценили добрый поступок сапожника и решили починить за него всю обувь.
На протяжении фильма эльфы-сапожники, принявшие свой истинный облик, чинят обувь, накопившуюся в мастерской у сапожника. Сам процесс починки использует множество невербальных гэгов, основанных на нетрадиционном применении сапожных инструментов, а также обыгрывающих различные фасоны обуви и разные жизненные ситуации. В конце фильма сапожник и его жена, услышав шум в мастерской, открывают дверь и обнаруживает, что кто-то починил всю обувь. «Может, птички имеют к этому отношение?» — спрашивает старый Сапожник у жены. Сидящие за окном на ветке птички надевают колпаки эльфов и многозначительно пожимают плечами: «Может быть!»

## Съёмочная группа
| Режиссёр        | Текс Эвери                              |
| Автор сценария  | Рич Хоган                               |
| Мультипликаторы | Уолтер Клинтон, Майкл Ла, Грант Симмонс |
| Композитор      | Скотт Брэдли                            |
| Продюсер        | Фред Куимби                             |